# Termes romanes de Lucèntum

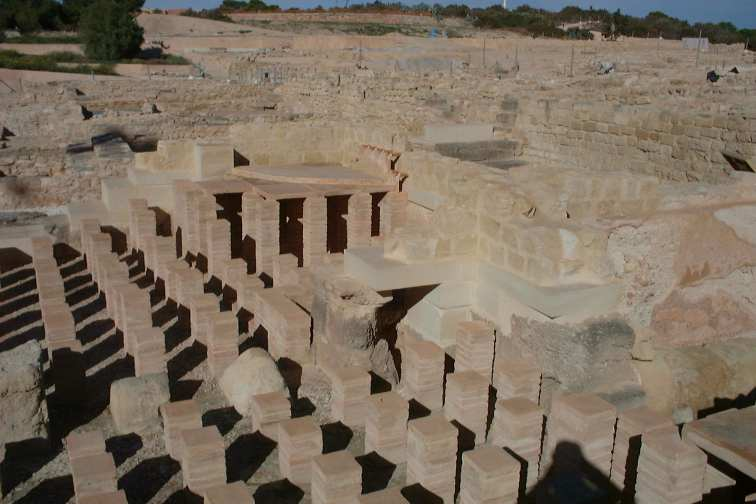
Termes de la muralla.

Les termes romanes de Lucèntum es componen de dos complexos: les termes de la muralla, de caràcter públic, i les termes de Popil·li, sufragades per ell i posteriorment donades a la ciutat. De les termes de la muralla, poden apreciar-se els suspensurae i els hipocaustos.

## Termes de Popil·li
Marcus Popilius Onyx va ser un llibert i servil augustal (sacerdot de culte imperial) que, amb el propòsit de guanyar estima dels seus conciutadans, va construir un temple i va donar les termes, que a pesar de ser de xicoteta grandària, compten amb tres sales, una caldera i un dipòsit d'aigua. El tepidarium no tindria hipocaustos i la calefacció es realitzava amb brasers.

## Termes de la muralla
Les termes de la muralla van ser descobertes per Francesc Figueras Pacheco i José Lafuente Vidal, durant les excavacions arqueològiques realitzades al començament dels anys de 1930. El seu nom esdevé de la necessitat de derrocar part de la muralla per completar la seua construcció. No va ser, fins a partir de 1993, quan es van començar els treballs de restauració i consolidació del conjunt termal.
Aquest conjunt és un espai públic, construït a mitjan segle I d. C., d'uns 350 m². Igual que altres construccions similars, disposava de banys d'aigua calenta i freda dissenyat per a l'oci i reunions socials de Lucèntum.